# Památník holocaustu ve Valašském Meziříčí
Památník holocaustu ve Valašském Meziříčí se nachází na Vodní ulici ve Valašském Meziříčí v těsné blízkosti Rožnovské Bečvy. Byl postaven v roce 2004, slavnostní odhalení proběhlo v listopadu téhož roku. Památník vyrostl na místě původní synagogy, která byla v 50. letech zničena a náhrobky z okolí byly použity na stavbu domů. O stavbě památníku bylo rozhodnuto v roce 2002, stavba byla realizována ve spolupráci s Židovskou obcí v Ostravě.

## Provedení

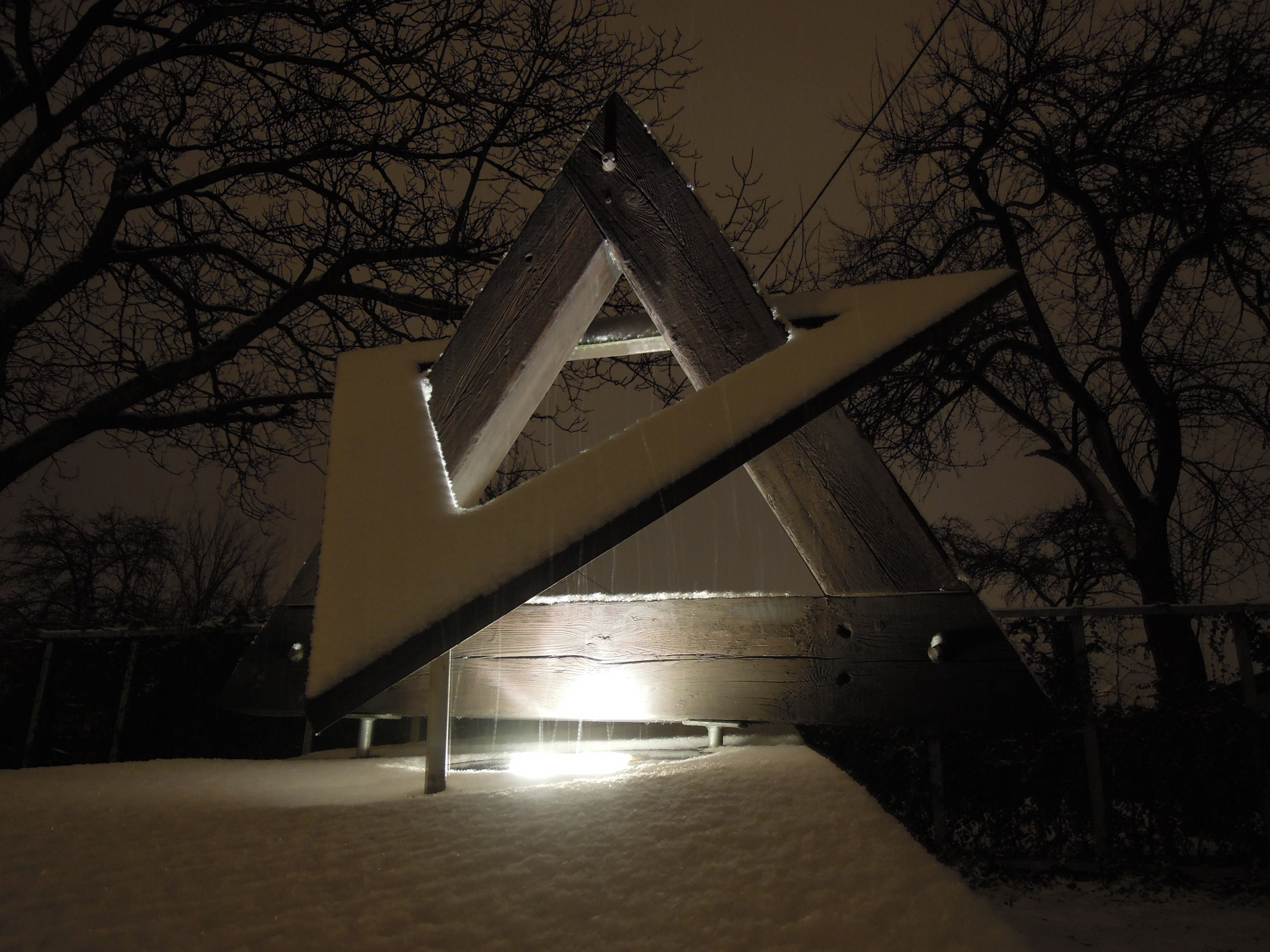
Prostorová Davidova hvězda v noci

Památník se skládá z mramorové desky, ve které je vytesáno 150 jmen obětí holocaustu a prostorově ztvárněné Davidovy hvězdy. Hvězda je složena ze dvou dřevěných trojúhelníků, které jsou vzájemně propleteny. Jedna část Davidovy hvězdy je z vyhlazeného dřeva, druhá část je složena z železničních pražců jako připomínka cesty do koncentračních táborů. Valašskomeziříčtí Židé byli transportováni nejčastěji do koncentračního tábora Osvětim a do vyhlazovacího tábora Treblinka.
Slavnostní odhalení proběhlo 62 let od transportu valašskomeziříčských Židů do Terezína. Celková částka byla vyčíslena na 1 milion korun.